# Domenico d'Angeli
Domenico d'Angeli (1672 Lanzo d’Intelvi – 19. srpna 1738 Pasov) byl severoitalský stavitel a architekt, činný v českých zemích, Rakousku a Bavorsku.

## Život
Narodil se ve Scarii (italsky Lanzo d’Intelvi) při Luganském jezeře v provincii Comno v Milánském vévodství, pravděpodobně jako syn Giovanniho Battisty Angeliho, působícího ve Slezsku v roce 1679. Byl pravděpodobně příbuzným milánského rodáka, malíře Giovanniho de Angeli, žáka vídeňské akademie v roce 1730. O jeho vzdělání a počátcích kariéry je známo jen málo. Kolem roku 1700 byl zednickým učedníkem u vídeňského zednického mistra Andrey Simona Carove a mezi lety 1700–1708 byl činný na stavbě kostela Nanebevzetí Panny Marie v Polné. Ve stejném období přestavěl pro hraběnku Marii Barboru z Pöttingu a jejího syna, nejvyššího mincmistra Království českého, hraběte Františka Karla z Pöttinga (1680–1755) zámek Tupadly. Kolem roku 1709 pracoval ve Znojmě pro dominikány, jejichž převor jej poté doporučil jako stavitele opatovi Rajhradského kláštera. V letech 1709–10 pracoval pro hraběte Jana Adama z Questenberga: podle návrhu Jakoba Prandtauera pro něj přestavěl zámek s kostelem v Jaroměřicích nad Rokytnou a v Rappoltenkirchenu (Rakousko) dohlížel na úpravy zámku (také zahradu a grottu).
V letech 1713 až 1738 byl architektem knížete-biskupa z Pasova. Kolem roku 1713 pracoval na farní budově ve Freyungu v Bavorském lese a renovoval terasu zámku Niederhaus v Pasově. Pro biskupa hraběte Raimunda Ferdinanda von Rabatta postavil v roce 1718 lovecký zámek v Thymau (Bavorsko) a pověřil ho dokončením nové budovy biskupské rezidence, jejíž stavba začala v roce 1707. Dne 8. července 1718 byl jako odborník a zástupce objednavatele hraběte Johanna Reicharda von Gallenberg v Pasově přítomen při podpisu smlouvy se zednickým mistrem Jakobem Öcklem (Öttl) na stavbu farního kostela Nieder Hollabrunn (Rakousko). Předpokládá se, že se podílel na výstavbě biskupské rezidence v Pasově. V roce 1728 předložil hraběti Lambergovi některé plány na přestavbu zámku Steyr u Lince, který byl předtím poškozen požárem. Podle odhadu a dvou vlastnoručně podepsaných posudků ke starému zámku se však jednalo pouze o prostou opravu objektu, která nemohla stačit, současný barokní zámek pochází až z dalšího projektu J. M. Prunnera z Lince.
V roce 1718 se Domenico v Pasově oženil s Caterinou Francescou, dcerou štukatéra Paola Allia (Aglia), v manželství se do roku 1726 narodilo několik dětí. V témže roce také obdržel titul dvorního stavitele bavorského biskupa s ročním platem 300 zlatých. Zemřel v Pasově v roce 1738.

## Dílo
- zámek Tupadly
- Kostel Nanebevzetí Panny Marie, Polná, okres Jihlava, (asi 1699-1707)
- Zámek Jaroměřice nad Rokytnou s kostelem sv. Markéty[1]
- Kostel sv. Vavřince Nieder Hollabrunnu, Rakousko (novostavba, 1718)
- Biskupský zámek Thymau, Bavorsko
- Nová biskupská rezidence, Pasov (rozšíření a dokončení 1713–1730)
- Farní kostel Breitenberg, (1720)
- zámek Lamberg, Steyr, novostavba (projekt 1726)
- Farní budova, Freyung (1730)